# Duško Tošić
Dusko Tosić (Servisch: Душко Тошић) (Zrenjanin, 19 januari 1985) is een Servisch betaald voetballer die doorgaans speelt als centrale verdediger. Hij verruilde Beşiktaş JK in juni 2018 voor Guangzhou R&F. Tošić debuteerde in november 2006 in het Servisch voetbalelftal.

## Carrière
Tosić groeide op in Orlovat. Hij maakte in 2002 als zeventienjarige zijn profdebuteet bij OFK Belgrado. Daar speelde hij tot 2006, waarna hij verhuisde hij naar FC Sochaux. Na ruim een jaar in Frankrijk, stapte hij in 2007 over naar Werder Bremen. In februari 2010 ontbond de Duitse club Tosiç' contract nadat hij weigerde verhuurd te worden aan MSV Duisburg. Daarop haalde Portsmouth hem binnen, maar dat kwam dat jaar in de financiële problemen. Nadat de betaling van zijn salaris meer dan twee maanden te laat was, maakte hij het seizoen op huurbasis af bij Queens Park Rangers FC en tekende hij in juli 2010 een driejarig contract bij Rode Ster Belgrado. Dat lijfde hem transfervrij in.

## Clubstatistieken
| Seizoen  | Club                            | Competitie         | Wedstrijden | Doelpunten |
| -------- | ------------------------------- | ------------------ | ----------- | ---------- |
| 2002-'03 | OFK Belgrado                    | Superliga          | 14          | 0          |
| 2003/04  | OFK Belgrado                    | Superliga          | 25          | 2          |
| 2004/05  | OFK Belgrado                    | Superliga          | 24          | 2          |
| 2005/06  | OFK Belgrado                    | Superliga          | 17          | 2          |
| 2005/06  | FC Sochaux                      | Ligue 1            | 14          | 0          |
| 2006/07  | FC Sochaux                      | Ligue 1            | 26          | 1          |
| 2007/08  | Werder Bremen                   | Bundesliga         | 12          | 0          |
| 2008/09  | Werder Bremen                   | Bundesliga         | 9           | 0          |
| 2009/10  | Werder Bremen                   | Bundesliga         | 1           | 0          |
| 2009/10  | Portsmouth FC                   | Premier League     | 0           | 0          |
| 2009/10  | → Queens Park Rangers FC (huur) | Championship       | 5           | 0          |
| 2010/11  | Rode Ster Belgrado              | Superliga          | 25          | 1          |
| 2011/12  | Rode Ster Belgrado              | Superliga          | 16          | 1          |
| 2011/12  | → Real Betis                    | Primera División   | 1           | 0          |
| 2012/13  | Gençlerbirliği SK               | Süper Lig          | 33          | 1          |
| 2013/14  | Gençlerbirliği SK               | Süper Lig          | 28          | 0          |
| 2014/15  | Gençlerbirliği SK               | Süper Lig          | 28          | 1          |
| 2015/16  | Beşiktaş JK                     | Süper Lig          | 15          | 0          |
| 2016/17  | Beşiktaş JK                     | Süper Lig          | 26          | 2          |
| 2017/18  | Beşiktaş JK                     | Süper Lig          | 25          | 5          |
| 2018     | Guangzhou R&F                   | China Super League | 0           | 0          |

## Interlandcarrière
Tošić maakte deel uit van de Servische selectie die onder leiding van bondscoach Mladen Krstajić deelnam aan de WK-eindronde 2018 in Rusland. Daar sneuvelde de ploeg in de voorronde na een overwinning op Costa Rica (1–0) en nederlagen tegen achtereenvolgens Zwitserland (1–2) en Brazilië (0–2). Tošić kwam in twee van de drie WK-duels in actie voor zijn vaderland.
1 Stojković ·
2 Jovanović ·
3 Kolarov ·
4 Kačar ·
5 Rajković ·
6 Pavlović ·
7 Smiljanić ·
8 Gulan ·
9 Rakić ·
10 D. Tošić ·
11 Tadić ·
12 Fejsa ·
13 Mrdaković ·
14 Živković ·
15 Tomović ·
16 Z. Tošić ·
17 Stamenković ·
18 Kaluđerović ·
Coach: Đukić
1 Stojković ·
2 Rukavina ·
3 Tošić ·
4 Milivojević ·
5 Spajić ·
6 Ivanović ·
7 Živković ·
8 Prijović ·
9 Mitrović ·
10 Tadić ·
11 Kolarov  ·
12 Rajković ·
13 Veljković ·
14 Rodić ·
15 Milenković ·
16 Grujić ·
17 Kostić ·
18 Radonjić ·
19 Jović ·
20 Milinković-Savić ·
21 Matić ·
22 Ljajić ·
23 Dmitrović ·
Coach: Krstajić